# Jenny, Jenny/Miss Ann
Jenny, Jenny/Miss Ann è un singolo di Little Richard pubblicato nel 1957.

## Descrizione
Entrambi i brani sono inclusi nell'album di debutto di Little Richard Here's Little Richard.
Il singolo raggiunse la decima posizione nella classifica statunitense Billboard Hot 100 e la seconda nella classifica Hot Rhythm and Blues Singles.
In Italia, negli anni cinquanta la canzone Jenny Jenny venne fatta oggetto di parodia da parte del duo comico Tognazzi & Vianello, che la eseguì in televisione con alla batteria Jimmie Nicol.

## Tracce
LATO A
1. Jenny, Jenny – 2:04 (Enotris Johnson, Richard Penniman; edizioni musicali Venice Music)

LATO B
1. Miss Ann – 2:17 (Enotris Johnson, Richard Penniman; edizioni musicali Venice Music)

## Formazione
- Little Richard: voce, piano
- Lee Allen: sax tenore
- Alvin "Red" Tyler: sax baritono
- Earl Palmer: batteria
- Frank Fields: basso
- Edgar Blanchard: chitarra